# 알렉스의 모험
알렉스의 모험은 애니매직이 제작한 TV 애니메이션 시리즈이다. 2004년 3월 20일부터 2004년 6월까지 MBC에서 총 26화로 방영되었다.

## 줄거리
14세기 교황권의 팽배는 왕권의 몰락을 가져왔으며, 각지의 지방 봉건 영주의 힘은 나날이 커져만 간다. 